# 王次炤
王次炤（1949年10月—），男，浙江杭州人，中国音乐家，教授，博士生导师。曾任中央音乐学院院长，第十一届全国政协委员。

## 生平
1983年毕业于中央音乐学院并留校任教。1992年任中央音乐学院副院长。1998年任中央音乐学院院长，并担任中国音乐家协会副主席兼理论委员会主任。2008年，当选第十一届全国政协委员，代表文化艺术界，分入第二十六组。并担任教科文卫体委员会专委。

### 违纪遭撤职
2015年11月份，中央音乐学院庆祝建校75周年之际，一条名为“院庆75周年：中央音乐学院十几位教授致王次炤院长的公开信”的消息在新浪微博上迅速传播。在这封信中，拟文的人自称“是些院龄超过20年以上的老教师”。信中称，王次炤在高档私人会所为女儿大搞奢华婚宴，大量收受礼金等。
2015年12月1日，中华人民共和国教育部党组召开视频会，通报中央音乐学院党委常委、院长王次炤为其女违规操办婚宴问题：经查，2015年6月，王次炤在其女儿举办婚礼中，利用职务便利，接受与该校有共建关系北京某国际艺术中心提供的婚宴优惠价格，邀请学校同事、下属参加婚礼并为婚礼服务（其中包括学校领导班子成员5人），造成不良影响，其行为违反中央八项规定精神和党的廉洁纪律。经教育部党组、北京市纪委研究决定，给予王次炤党内严重警告处分，免去其中央音乐学院党委常委、委员、院长职务。